# Metacnephia nigra
Metacnephia nigra är en tvåvingeart som först beskrevs av Rubtsov 1940.  Metacnephia nigra ingår i släktet Metacnephia och familjen knott. Inga underarter finns listade i Catalogue of Life.